# Toyota Production System
Il Toyota Production System, detto anche, in alcune pubblicazioni accademiche, Toyotismo, è un metodo di organizzazione della produzione derivato da una filosofia diversa e per alcuni aspetti alternativa alla produzione di massa, ovvero alla produzione in serie e spesso su larga scala basata sulla catena di montaggio di Henry Ford.
Il nome deriva dal fatto che essa è stata inventata presso la Toyota, da Sakichi Toyoda, Kiichirō Toyoda, ed in particolare dal giovane ingegnere Taiichi Ōno negli anni tra il 1948 e il 1975. Il TPS è inoltre uno dei principali precursori della produzione snella.
Alla base del TPS si trova l'idea di 'fare di più con meno', cioè di utilizzare le risorse disponibili nel modo più produttivo possibile con l'obiettivo di incrementare drasticamente la produttività della fabbrica. Nell'immediato dopoguerra la Toyota si trovava in gravi condizioni di mancanza di risorse, come peraltro gran parte dell'industria del Giappone, uscito stremato da una guerra devastante.

## Origini
In maniera maggiore rispetto a qualunque altro fattore all'interno dell'azienda, questo sistema è responsabile per aver fatto di Toyota l'azienda che conosciamo oggi. Toyota è azienda leader nella produzione e realizzazione nel campo automobilistico.
È inoltre un mito che "Toyota ha ricevuto ispirazione per il sistema, non da un'azienda automobilistica americana (all'epoca molto più grande rispetto a quella giapponese), ma visitando un supermercato". L'idea della produzione Just-in-time è stata di Kiichirō Toyoda, fondatore della Toyota.
Alla fine degli anni quaranta era una piccola impresa automobilistica giapponese, i cui macchinari erano vecchi e le sue quote di mercato irrisorie. Non potevano essere applicati, in quelle condizioni, i criteri tayloristi-fordisti di produzione. Infatti, il modello orientale si basa non tanto sull'introduzione di nuove tecnologie nel sistema produttivo, ma sulla riorganizzazione industriale rivalutando il contributo umano in termini di intelligenza e responsabilità.  Ne emerge un nuovo quadro di innovazione manageriale che mette in luce un nuovo modo di produrre ed un nuovo schema organizzativo complessivo.
Il direttore della Toyota, Taiichi Ōno, decise di adottare una nuova strada, diversa dal sistema rigido occidentale: aumentò la flessibilità dei macchinari, in modo da produrre lotti in brevi periodi, cercando di rispondere immediatamente alle variazioni di mercato.
La produzione si basa non più sull'offerta, come la grande impresa fordista-taylorista, ma sulla domanda proveniente dal mercato, e sul continuo miglioramento del prodotto accanto a quello della produzione. Le quantità prodotte sono correlate alle variazioni della domanda reale.
Il nuovo allestimento della produzione determina cambiamenti notevoli sull'intero sistema d'impresa: viene rivalutata la figura dell'operaio, non più mero esecutore di ordini, ma attivo all'interno dell'impresa, potendo anche intervenire sulla produzione stessa e modificarne l'andamento. Tale coinvolgimento presuppone un'elevatissima capacità professionale da parte degli operai. Il lavoro viene organizzato intorno alla cella di produzione, ossia un gruppo di dipendenti che lavorando in squadra controlla e assembla il prodotto, cooperando. La maggiore autonomia dei lavoratori è strettamente correlata alla maggiore automazione dei macchinari; il compito e l'opportunità concessa ad ognuno di loro è quella di poter interrompere la produzione ogni qual volta si presenti un'anomalia nel sistema e correggerla. Ne deriva, anche, che ogni singolo operatore è gestore di più macchinari contemporaneamente, svolgendo operazioni diverse tra loro. La rottura con l'iperdivisione del lavoro taylorista risulta lampante.
I punti di forza del toyotismo sono diversi: rapporto di fiducia tra impresa e dipendenti, qualunque posizione occupino all'interno della stessa. La ricerca della Qualità Totale, ovvero la concezione che non vi devono essere difetti nel prodotto, è definita dal controllo, che deve seguire l'intero processo produttivo, e la ricerca costante di innovazione. La risposta alle richieste del mercato è immediata. Vengono adottati la riduzione delle scorte e l'allestimento dell'officina minima, in modo da evitare sprechi e accumuli di beni nei magazzini delle imprese. Importante è anche la sincronizzazione delle attività tra linea di produzione e fornitori, sub-fornitori di pezzi, i quali sono scelti, non in base ai prezzi delle commissioni, ma al grado di affidabilità e capacità collaborativa.
La qualità del bene o servizio è garantita da diversi strumenti di controllo della produzione, come, ad esempio, l’andon, ovvero uno strumento di controllo visivo diretto sul processo produttivo, utilizzato per fermare la linea in caso di errori nel sistema. Alla base dell’andon, come di qualsiasi strumento coinvolto nel controllo della produzione, vi è il diritto-dovere di ogni operaio di controllare tutte le operazioni, senza di questo la qualità sarebbe compromessa, così come la stessa produzione.
Il modello snellente è definito anche just in time, ovvero si basa sulla concezione di produrre nel momento stesso in cui arriva la domanda di un bene, evitando di creare scorte eccessive, che andrebbero solo a deteriorare l'impresa. Il just in time oltre a determinare meno scorte va a creare meno spazi, meno movimenti di materiali e meno tempi per allestirli, meno lavoratori, meno apparati informativi e tecnologie più frugali.  Alla base di questa filosofia produttiva troviamo un'organizzazione generale della produzione che porta alla luce ogni elemento della stessa, creando le condizioni per la lean production che gestisce in tempo reale il flusso produttivo. La produzione snella (lean production) è un insieme di principi, metodi e tecniche per la gestione dei processi operativi, che mira ad aumentare il  valore percepito dal cliente finale e a ridurre sistematicamente gli  sprechi. Questo è possibile solo con il coinvolgimento di  persone motivate al miglioramento continuo.
Il modello nipponico è, prima di ogni altra cosa, uno strumento di controllo gestionale dell'efficienza del sistema d'impresa.
Il metodo operativo che permette il concreto funzionamento del just in time è il kanban; questo sistema si basa sul ruolo centrale conferito alle quantità richieste, le quali muovono la produzione. Il sistema kanban capovolge la direzione del processo produttivo, che non prosegue più da monte verso valle, ma parte da valle per arrivare a monte, sono i segmenti finali e periferici della fabbrica a sollecitare la produzione.

## Obiettivi
Gli obiettivi del TPS sono quelli di eliminare sovraccarichi (muri) e inconsistenze (mura) e di eliminare gli sprechi (muda). L'obiettivo centrale è di progettare un processo produttivo capace di raggiungere i risultati in modo semplice. È inoltre importante assicurarsi che il processo sia il più possibile flessibile senza stress (muri) dal momento che quest'ultimo genera muda cioè spreco. Il miglioramento che ne consegue, riducendo il muda, ha un grande impatto anche in termini economici. Esistono sette tipi di muda che sono indirizzati nel TPS:
1. sovra-lavorazione, compiere più lavorazioni di quelle richieste dal cliente
2. sovra-produzione, produrre più unità di quelle richieste dal cliente
3. ri-lavorazione, compiere più volte un processo o parte di esso per eliminare errori a monte
4. giacenza, in generale lo stock può essere definito come spreco
5. intelletto, non utilizzare/esprimere idee migliorative/capacità degli operatori
6. trasporto, spostamento di materiale inutile
7. movimento, spostamento/movimento inutile compiuto dall'operatore in attesa;

Per perseguire l'eliminazione del Muda si opera su tutti gli aspetti del processo produttivo con un approccio basato sul miglioramento continuo e a piccoli passi, detto Kaizen.
Gli straordinari risultati ottenuti utilizzando questa nuova filosofia produttiva hanno portato all'affermazione planetaria del TPS, ribattezzato anche Lean Production (Produzione Snella) per evidenziare l'aspetto di eliminazione di tutto ciò che essendo superfluo appesantisce il sistema generando costi anziché valore.
Un aspetto fondamentale del TPS, finalizzato all'eliminazione degli stock e delle giacenze di materiale in fabbrica, è il Just in time, ovvero un sistema di governo del flusso logistico basato sul concetto di produrre solo quando serve, vale a dire quando si manifesta la domanda del cliente che sta immediatamente a valle seguendo il flusso del processo. Questo modo di organizzare il lancio della produzione, unitamente all'adozione di lotti sempre più piccoli permessi dall'introduzione delle tecniche di set-up rapido (SMED), elimina o riduce drasticamente lo stazionamento del materiale fermo in attesa di essere lavorato, riducendo quindi il tempo totale di attraversamento che passa da giorni a ore.
Questo modo di produrre è definito di tipo pull in contrapposizione ai sistemi tradizionali (push) basati su programmi di produzione fissati in un tempo precedente e quindi inevitabilmente destinati a non rispecchiare l'effettiva domanda. Lo strumento pratico utilizzato è il kanban, ovvero un sistema basato sulla standardizzazione delle unità prodotte e trasportate e l'uso di un cartellino che accompagna il contenitore pieno.
Quando si inizia a consumare il materiale dal contenitore il cartellino viene liberato e funge così da segnale per la stazione a monte per indicare l'immediata necessità di provvedere ad una nuova consegna di un contenitore pieno. Il sistema non permette quindi la sovrapproduzione perché è limitata dal numero totale di cartellini circolanti per ogni singolo articolo.
Peculiarità del Just-in-Time è l'estensione del meccanismo logistico presso i fornitori, che vengono completamente integrati nel sistema pull. È evidente che il sistema funziona se il materiale fornito è conforme alle prescrizioni di qualità, altrimenti si bloccherebbe: si spiega quindi in questo modo la necessità di un livello altissimo della qualità, come se Just-in-time e Qualità fossero due facce della stessa medaglia.

## Principi
I principi sottostanti chiamati the Toyota Way, come per un documento prodotto da Toyota:
- Miglioramento continuo
  - Sfida:  avere il coraggio di accettare la sfida, e avere creatività per realizzare i nostri sogni.
  - Kaizen:  migliorare il business in maniera continua, cercando innovazione ed evoluzione.
  - Genchi Genbutsu:  cercare i dati alla fonte per una decisione corretta.
- Rispetto per le persone
  - Rispetto: rispettiamo gli altri, fare il possibile per capirsi l'un l'altro, prendersi la responsabilità delle proprie azioni e fare del nostro meglio per costruire una fiducia reciproca.
  - Lavoro di squadra:  Stimoliamo la crescita personale e professionale, condividiamo le opportunità per sviluppare abilità di squadra ed individuali.
- Filosofia a lungo termine
  - Basa le decisioni manageriali con una filosofia a lungo termine, anche se questo comporta sacrifici economici a breve termine.
- Il giusto processo produrrà i giusti risultati
  - Un processo continuo porterà i problemi alla luce.
  - Usare un sistema pull per evitare sovraproduzione.
  - Livella il carico di lavoro (heijunka). Lavora come se fossi una tartaruga, non una lepre.
  - Costruisci la cultura di fermarsi per correggere i problemi, avere la qualità come primo obiettivo.
  - Compiti standardizzati sono la base per un miglioramento continuo e per un senso di legittimazione dei dipendenti.
  - Usa un sistema di controllo visuale, così non ci saranno problemi nascosti.
  - Usa solo le tecnologie disponibili testate ed affidabili che aiutino le persone ed i processi produttivi.
- Aggiungi valore alla società migliorando persone e partner
  - Cresci leader che capiscono veramente il lavoro, che vivono la filosofia e che la insegnano agli altri.
  - Sviluppa gente eccezionale e team che seguono la filosofia aziendale.
  - Rispetta i tutti i tuoi partner e fornitori stimolandoli ed aiutandoli a crescere.
- Risolvere i problemi alla radice migliora l'apprendimento organizzativo
  - Vai e vedi da solo per capire la situazione (Genchi Genbutsu, 現地現物);
  - Prendi decisioni lentamente per consenso, considerando veramente tutte le opzioni (Nemawashi, 根回し); implementa le decisioni rapidamente;
  - Diventa un'azienda che applica apprendimento organizzativo tramite la riflessione (Hansei, 反省) e miglioramento continuo (Kaizen, 改善).

## Risultati
Toyota è stata capace di ridurre i tempi di management e costi grazie alla TPS, migliorando la qualità. Questo ha permesso a Toyota di diventare una delle dieci società più grandi del mondo. Al momento produce gli stessi profitti di tutte le altre compagnie automobilistiche messe insieme ed è diventata il più grande produttore automobilistico del mondo nel 2007. Grazie al successo della sua filosofia di produzione molti dei suoi metodi sono stati copiati da altre compagnie anche se in molti casi in maniera infruttuosa.
Ad oggi il TPS è usato in svariate tipologie di azienda.